# Помяново (Мазовецьке воєводство)
Помяново (пол. Pomianowo) — село в Польщі, у гміні Дзежонжня Плонського повіту Мазовецького воєводства.
Населення — 119 осіб (2011).
У 1975-1998 роках село належало до Цехановського воєводства.

## Демографія
Демографічна структура станом на 31 березня 2011 року:
|          | Загалом | Допрацездатний вік | Працездатний вік | Постпрацездатний вік |
| -------- | ------- | ------------------ | ---------------- | -------------------- |
| Чоловіки | 56      | 13                 | 35               | 8                    |
| Жінки    | 63      | 20                 | 28               | 15                   |
| Разом    | 119     | 33                 | 63               | 23                   |